# Megaselia fuscinula
Megaselia fuscinula är en tvåvingeart som först beskrevs av Schmitz 1926.  Megaselia fuscinula ingår i släktet Megaselia och familjen puckelflugor. Arten är reproducerande i Sverige. Inga underarter finns listade i Catalogue of Life.